# Głogów
Głogów (nemško Glogau, češko Hlohov) je mesto v Šleziji (Spodnješlezijsko vojvodstvo, Poljska). Leži ob reki Odri, 51,67° severno in 16,08° vzhodno. 
Trenutno ima mesto 71.686 prebivalcev (po oceni z dne 2004). Mestna površina obsega 35 km². Župan je Zbigniew Rybka.